# محمد بن دبيس
محمد بن دبيس بن صدقة بن منصور الأسدي، من أمراء بني مزيد، في الحلة، أقره السلطان مسعود بن محمد السلجوقي على إمرتها، بعد مقتل أخيه صدقة بن دبيس سنة 532 هـ، وأرسل معه مهلهل ابن أَبي العَسْكَر، يدبره. وعندما استقام الأمر لمحمد في الحلة. وعاد مهلهل إلى خدمة السلطان مسعود في بغداد، وفيها الأمير علي بن دبيس الأخ الثالث لمحمد وصدقة ابنا دبيس.